# Liogenys diodon
Liogenys diodon är en skalbaggsart som beskrevs av Hermann Burmeister 1855. Liogenys diodon ingår i släktet Liogenys och familjen Melolonthidae. Inga underarter finns listade i Catalogue of Life.